# Reserva Natural de Suure-Aru
A Reserva Natural de Suure-Aru é uma reserva natural localizada no condado de Harju, na Estónia.
A área da reserva natural é de 703 hectares.
A área protegida foi fundada em 2014 para proteger tipos de habitat valiosos e espécies ameaçadas na aldeia de Kabila (freguesia de Kernu), na aldeia de Tuula (freguesia de Saue) e na aldeia de Ohtu (freguesia de Keila).